# Evezőlábú rákok
Az evezőlábú rákok (Copepoda) az ízeltlábúak (Arthropoda) törzsébe az állkapcsilábas rákok (Maxillopoda) osztályába tartozó alosztály. Tíz rendjükben több mint 24 000 fajukat írták le. Tengerekben, édesvizekben, interszticiális, föld alatti és efemer vizekben szinte mindig megtalálhatóak, az egész Földön elterjedtek. Régi magyar elnevezésük: kandics, kandicsrák.
A szabadon élő fajok mérete általában 1 és 2 mm közé esik, míg az élősködők között több centiméter nagyságúak is vannak (32 cm-ig). A bioszféra anyag- és energiaáramlásában rendkívüli jelentősége van ennek a csoportnak. Az antarktiszi vizek krillje (Euphausia superba) mellett a legnagyobb biomasszával rendelkező állatcsoport. A szénciklusban és a tengeri táplálékhálózatokban szerepük óriási. Az óceánok évente 2 Gt (gigatonna) szenet kötnek meg a légkörből. Táplálkozásuk során testükben megkötik a szenet, és napi vándorlási ciklusaik által a mélyebb vízrétegekbe juttatják. Csak növeli gazdasági jelentőségüket, hogy az ember által fogyasztott halak legfőbb táplálékai. Egyes fajaik parazita férgek terjedésének közvetítői.

## Anatómia

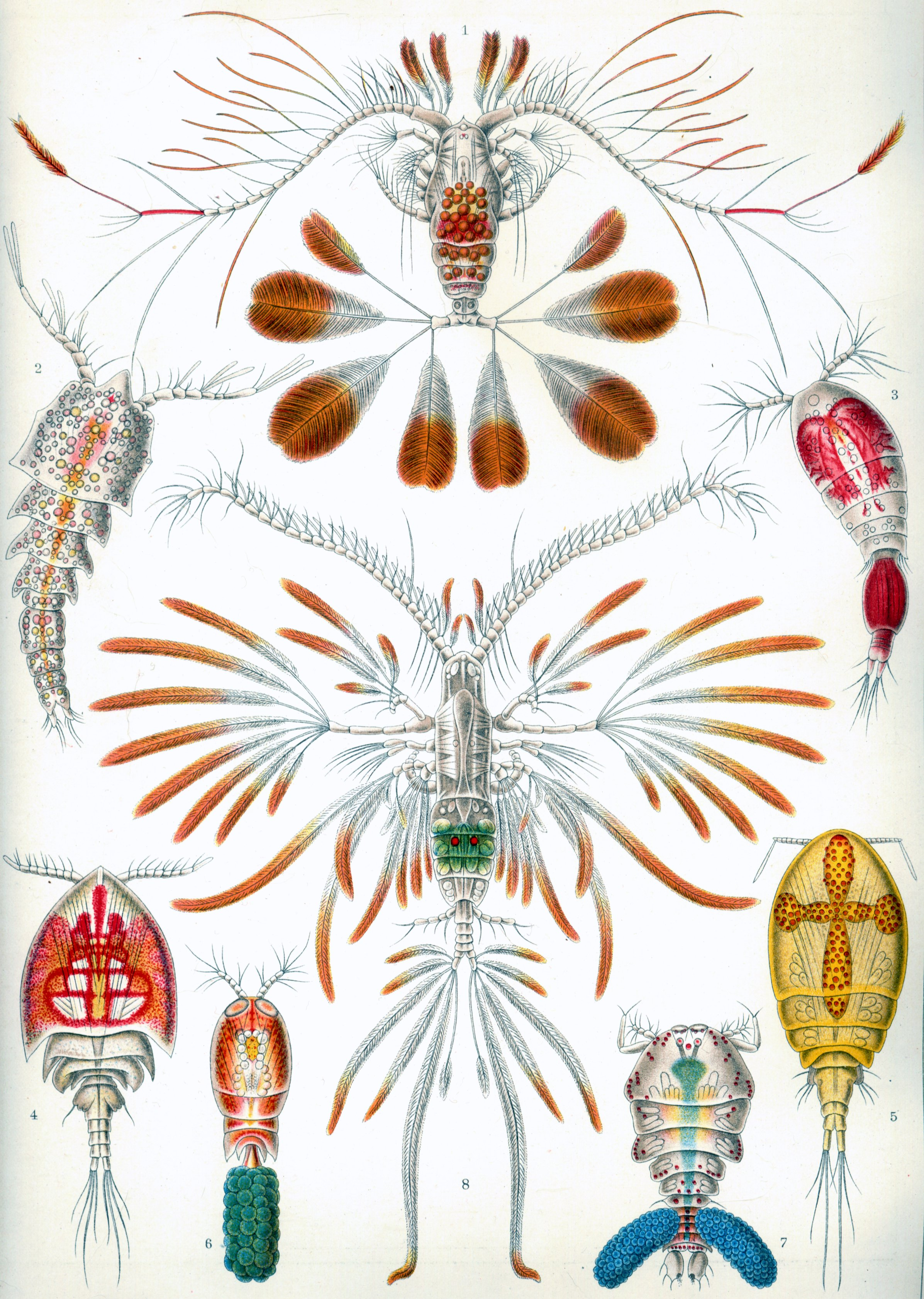
Copepodákat ábrázoló tabló Ernst Haeckel Kunstformen der Natur című könyvéből

### Külső megjelenés
Testük jellegzetes csepp alakú, áramvonalas. Általában farokvillában végződik, melynek mérete és alakja rendre jellemző. A testet két részre (proszóma és uroszóma) osztja a leghajlékonyabb ízesülés, mely egyes csoportoknál az 5. lábat viselő torszelvény előtt (podoplea), másokban e szelvény mögött (gymnoplea) található.
Első ránézésre feltűnik egyetlen, középen ülő, piros nauplius-szemük. Színezetük változatos, leggyakrabban szürkés, barnás, fehér, de előfordulnak kék, zöld, rózsaszín és piros színek is. Színük nem fajra jellemző, különböző élőhelyeken más színezetűek lehetnek egyazon faj példányai. Egyes fajok (pl. Megacyclops viridis) testére algasejtek tapadnak, ennek köszönhető zöld színük. A Macrocyclops fuscus, nevéhez híven, általában sötétbarna foltokkal, barna bélcsatornával és barna petecsomókkal rendelkezik. A Macrocyclops albidus neve is a színére utal, teste fehér, vékony fekete csíkokkal. A tengerben világító fajok is élnek.

### Végtagjaik és szelvényeik
Testük eredendően 16 szelvényből áll: 6 fej-, 5 tor-, és 5 potrohszelvényből. Ezek azonban az evolúció során összeolvadtak, így a szelvények száma csokkent.

#### Fej
A fej (caput, cephalon) 5 szelvényéhez általában az első torszelvény hozzánő, ez a 6 szelvény alkotja a fejtort (cephalothorax). Toruk hátul elkeskenyedik, potrohuk többnyire vékonyabb, farokszerű. A hat feji szelvény hat pár végtagot visel. Mint a rákoknak általában, két pár csápjuk (antenna) van. Első csápjuk jól fejlett, 3-26 ízből áll, és fontos lebegtetési, helyváltoztató szerv. A második pár csáp kisebb. A fejen három pár szájszerv található: mandibula (rágó), maxilla (1. állkapocs) és maxillula (2. állkapocs). A fejtor részét képző első torszelvény végtagja állkapcsi lábbá (maxillopodit) lett. Az utóbbi öt végtag mind a táplálkozásban játszik szerepet.

#### Tor
A tor (thorax) öt szabad szelvényének végtagjai szabályos hasadtlábak (schizopodium). Ezek a lábak két ágúak, a belső és külső ágat endo- és exopoditnak nevezzük. Mindkét ág háromízű. A lábak tőrésze (protopodium) csípőízből (coxa) és alapízből (basis) áll. A lábakon számos serte található, melyek nagy felületet eredményeznek. Az első négy pár jobb és bal oldali tagját egy kitinlemez kapcsolja össze, úgyhogy a két láb egyidejű mozgást végezhet csak. Ezeket a lábakat hívjuk evezőlábaknak, a csoport róluk kapta a nevét: az állat helyváltoztatásának legfőbb eszközei. Az utolsó lábpár (5. láb) igen sokszor párzólábbá módosult.

#### Potroh
A potroh (abdomen) első szelvénye a genitális szelvény, az ivarnyílással, utolsó szelvénye pedig az anális szelvény, a végbélnyílással. A potroh öt szelvénye gyakran 2-3 szelvénnyé olvad össze. Az utolsó szelvényhez csatlakozik a villafüggelék (furca), mely általában igen jól fejlett, sok esetben lebegtető sertéket visel és alkotása jó rendszertani bélyeg. A Calanoidák villaágai rövidek, de szélességüknél valamivel hosszabbak. A Cyclopoidák villaágainak hossza jellemzően 3-7-szerese szélességüknek. A Cyclopoidák farokvillaágain 6-6 sörte található, melyek belülről kifelé haladva a következők: belső végsörte, két középső végsörte, külső végsörte, háti sörte, oldalsörte. Ezek egymáshoz viszonyított hossza fajra jellemző.

### Szerveik
Köztakarójuk kitinből van, nincs benne mész, puha, rajta keresztül történik a légzés, mivel kopoltyúik nincsenek. Izomzatuk jól fejlett, a kitinvázra tapadó harántcsíkolt izmokból áll. A két hosszanti izomköteg egyes állatokon feltűnő, kívülről is látható rajzolatként jelenik meg. A Calanoida rendbe tartozóknak általában van szívük, a többi Copepodánál ez többnyire hiányzik. Kiválasztószervük állkapcsi mirigy, illetve a középbél egyes sejtjei is ellátnak kiválasztó funkciót. Ivarszerveik a fejtorban, és a torban helyezkednek el, ivarvezetékük az első potrohszelvényen nyílik. A nőstény a petéit egy (Calanoida) vagy két (Cyclopoida) csomóban magával cipeli. Az ivari kétalakúság olykor nagyon kifejezett. Csak nauplius-szemük van, amely néha ketté válik és bonyolultabb szerkezetű lesz. Főleg az első csápon találunk kémiai és mechanikai ingereket felvevő érzőszőröket. Idegrendszerük az ízeltlábúakra jellemző hasdúclánc. A garat felett találjuk az agydúcot, mely a garatideggyűrűn keresztül kapcsolódik a hasdúclánc ganglionjaihoz.

## Mozgás

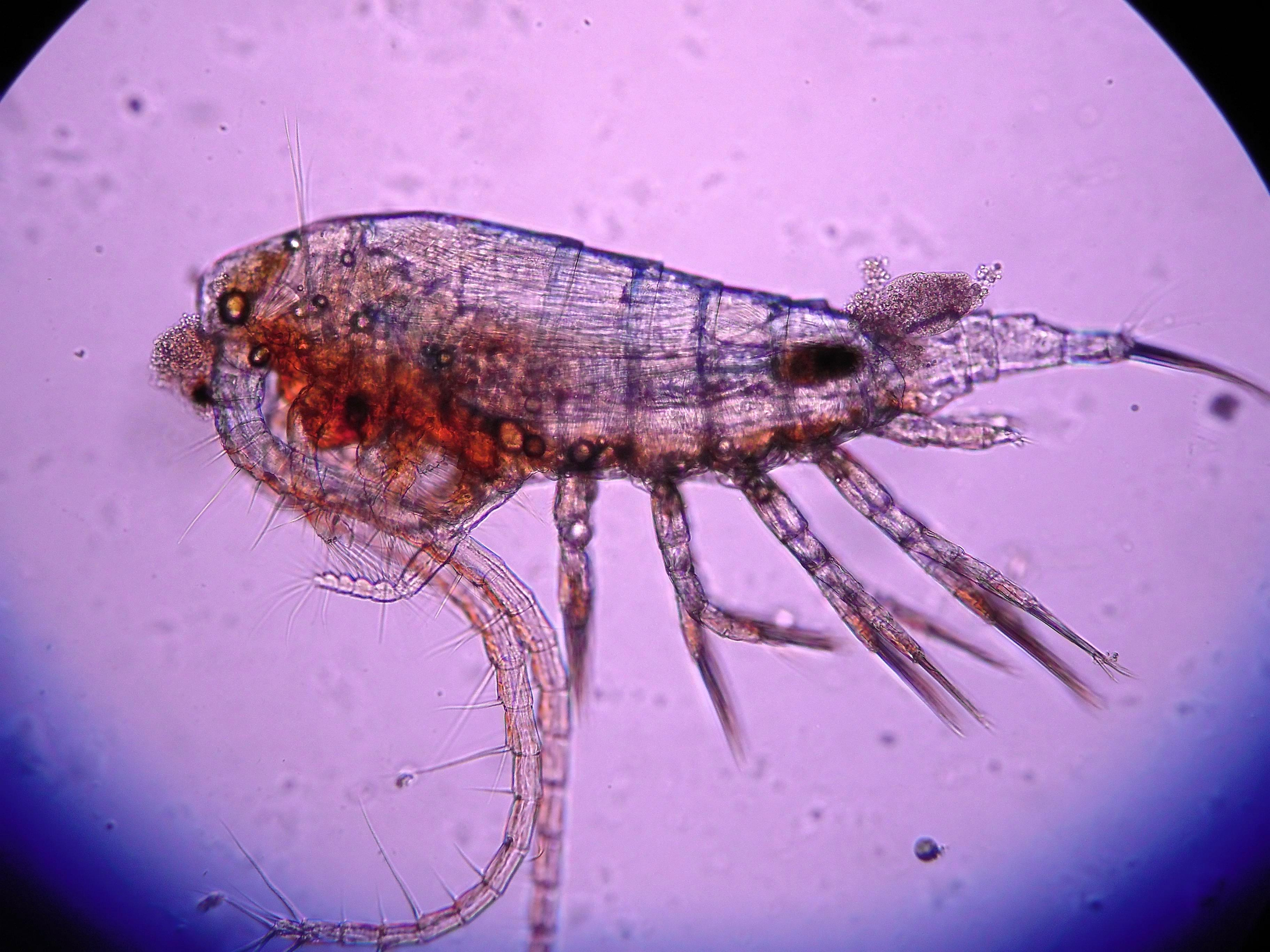
Eudiaptomus vulgaris. Oldalnézetben jól látható a négy pár, nagy felületű torláb, melyek hátrafelé irányuló csapása esetén az állat ugrásszerűen mozdul előre. Az ötödik pár láb kisebb, de a faj meghatározásában a legfontosabb.

A szájszervekkel keltett vízáramlás az állat lassú, egyenletes mozgását eredményezi. A nagy felületű, négy pár, egymáshoz kapcsolt torlábbal történő egyidejű, ütemes csapkodás ugrásszerű mozgást eredményez. Az első csáp nagy felülete révén a lebegésben játszik szerepet. A Copepodák testméretükhöz képest gyorsan mozognak és nagy távolságokat tesznek meg. A planktonikus fajokra jellemző a napszakos vándorlás. Ilyenkor éjjel a vízfelszín közelébe úsznak, mert ott találják a legtöbb táplálékot, nappal pedig a mélyebb vízrétegekbe, ahol sötétebb van, így biztonságban vannak a vizuális ragadozóktól. A napszakos vándorlás távolsága pár méter (pl. a Balatonban) vagy akár 300 méter is lehet, ami 1 mm nagyságú, gerinctelen állatoktól igen kiemelkedő teljesítmény.

## Élettan
A Copepodák különlegessége élettani szempontból, hogy mielinhüvellyel (velőshüvellyel) körülvett axonokkal (idegnyúlványokkal) rendelkeznek. A mielin a gerincteleneknél nagyon ritka, míg a gerinceseknél általános. Sokáig azt gondolták, hogy kizárólag a gerinces állatokra jellemző, és a nagy testméret tette szükségessé a kifejlődését. A gerinctelenek közt a Copepodák az egyik legfejlettebb mielinnel rendelkeznek. Egyes gyűrűsférgeknek és más rákcsoportoknak is vannak mielinhüvellyel borított idegnyúlványaik. A mielinhüvely gyorsítja az ingerületvezetést, ezáltal a Copepodák menekülési reakciója gyorsabb.

## Élőhelyeik
Élőhelyeik sokfélék. Édesvízben és tengerben egyaránt előfordulnak. Föld alatti vizekben, barlangokban is élnek. Mindenféle vízben megtalálhatók, az oligotróftól az eutrófig, az édesvíztől a hiperszalin (erősen sós) vizekig. Élnek fajaik a planktonban (pelagikus fajok), a meder és a növényzet felületén (bentikus fajok), az üledékben, kavicsok közt, interstíciális vizekben, pocsolyákban, ideiglenes vizekben, fák és kövek repedéseiben, autógumiban, konzervdobozban, broméliák tölcsérében felgyűlő, apró vizekben a hideg sarki vizektől a mélytengeri hőforrások környékéig mindenféle hőmérsékletű vízben.

## Életciklus

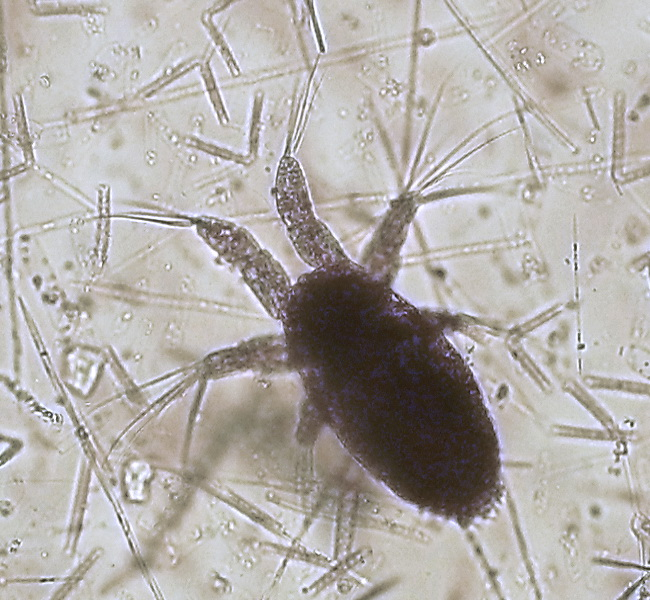
Nauplius lárva. Jól látható a 3 pár végtag, a sertékkel. Az állat mellett számos kovamoszat sejt adja a hátteret.

Többségük télen is tenyészik. A petéket a nőstény általában kikelésükig magával cipeli. A petékból nauplius lárvák kelnek ki. Ezeknek az apró lárváknak a teste csupán fejből és rövid farokból áll, a tor és a potroh hiányzik. Mindig átalakulással fejlődnek, ennek során a nauplius lárva 5 vagy 6 alkalommal szelvényeket szerez, míg copepodit lárva lesz belőle. Ez utóbbi már hasonlít a kifejlett egyedre, de a potroha még szelvényezetlen, és csak három pár torlába van. Újabb öt átalakulás, azaz öt copepodit stádium után érik el a kifejlett állapotot. Az egyedfejlődés, a nauplius lárvától a kifejlett egyedig egy hét, de akár egy év is lehet, fajtól és körülményektől függően. A Copepoda élethossza pár héttől három évig terjedhet, szintén fajtól függően. Táplálékszegény környezetben, oligotróf, hideg tavakban általában lassan fejlődő, hosszú éltű fajokat találunk. Egyesek betokosodásra is képesek, így túlélik a kisebb vizek esetleges kiszáradását.

## Táplálkozás
A kisebb copepodák algákkal, egysejtűekkel táplálkoznak, míg a nagyobbak ragadozók, gyakran a kisebb copepodákat fogyasztják. A lebegő zsákmányt, legyen szó algasejtekről vagy kis állatokról, négy pár szájszervükkel egyenként ragadják meg. A szájszervek folyamatos vízáramlást keltenek, mely a lebegő sejteket közel hozza. Omnivórnak tekinthetők, hiszen az elsődleges termelő algákat és a ragadozó csillósokat, illetve a többsejtű állatokat egyaránt fogyasztják. A táplálékláncok 2. és 3. trofikus szintje között helyezkednek el, szerepük a felsőbb szintek felé történő anyag- és energiaáramlásban jelentős. A bentikus életmódot folytató copepodák (pl. a Harpacticoida rend fajai) detritusszal, baktériumokkal táplálkoznak, szájszerveik kaparásra és harapásra módosultak. A növényevő copepodák, főleg a hideg tengerekben, olajcseppekben sokszor tartalék tápanyagot halmoznak fel. Ezek a cseppek a sarkvidéki fajok testtömegének felét is kitehetik.

## Viselkedés

### Táplálkozás és menekülés

Lassított felvételen (50%) látható, amint az atlanti hering 38 mm-es ivadékai copepodákat zsákmányolnak – a hal alulról közelít, és minden copepodát egyenként kap el. A kép közepén egy copepoda balra történő sikeres menekülése figyelhető meg.

Az itt látható felvétel egy víz alatti mikroszkópra csatlakoztatott, nagy sebességű kamerával készült. Kevés megfigyelés áll rendelkezésre a halak és copepodák táplálkozási kapcsolatáról, mivel a hagyományos víz alatti filmezés, búvárkodás során lehetetlen az ilyen gyors történések megörökítése.
Sok Copepoda bámulatosan gyors menekülési reakciót fejlesztett ki, hogy megússza a halak támadásait. Az első csápokon precíz áramlásérzékelő szervekkel rendelkeznek, melyekkel észlelik, hogy merről jön a hal. A csápokban mielinhüvelyes (velőshüvely) axonok futnak. Ezek ingerületvezetése gyorsabb, a Copepoda századmásodperceket nyer általuk. A menekülési reakció egy villámgyors, pár milliméteres ugrás, mely a potrohlábak és a csápok együttes, hátrafelé irányuló csapásával történik. Az animáción látható a menekülési reakció sikeres végrehajtása.

### Szexuális viselkedés

#### Egymásra találás
A Copepodák testméretükhöz képest hatalmas, háromdimenziós térben élnek, így – bár rengetegen vannak – a párok egymásra találása nem könnyű. Egyes Copepodák nőstényei feromonokat (kis koncentrációban is érzékelhető vegyületeket) bocsátanak ki, ezzel elősegítve, hogy a hím párzótárs rájuk találjon. Más fajok (Pseudocalanus elongatus, Centropages typicus, Calanus marshallae, Temora longicornis, Acartia tonsa, Acartia hudsonica)sertéikkel speciális rezgéseket bocsátanak ki, melyek a vízben terjedve eljutnak a hímhez. A találkozások esélyét egyes fajok úgy növelik, hogy párzási időben rajokat alkotnak (akár több ezer egyes literenként). Ilyenkor először a hímek felfelé vándorolva egy keskeny sávba rendeződnek, majd a nőstények felfelé vándorolva megtalálják ezt a sávot. Mások sekély vízbe vándorolnak, például Pleuromamma piseki nőstényei és érett spermatofórral rendelkező hímjei, miközben az éppen spermatofór nélküli hímek a mélyebb vízben maradnak. A párzás során a nőstény egy spermatofórt (iversejteket tartalmazó csomagot) kap a hímtől, mely akár 2 hónapra, 10 petecsomag megtermékenyítésére elegendő spermiumot tartalmaz. Vannak azonban olyan fajok, melyek képtelenek tárolni a spermát. Egy nőstény több spermatofórt is képes felvenni, bár általában egy is elég a peték megtermékenyítéséhez. A több párosodás, több spermatofór beszerzése előnyös, mivel a nőstény kiválaszthatja a legjobb kondíciójú hímet. Előfordul, hogy a hímek sorban állnak a párosodásért: az egyikük vár, amíg a másik párosodik, majd utána ő is rákapaszkodik a nőstényre.

#### Párválasztás
Sokáig úgy gondolták, hogy a Copepodák párzásmennyiségének a találkozások száma szab határt. Ma már biztosnak látszik, hogy nem feltétlenül így van, nem minden találkozás vezet párosodáshoz, hanem aktív párválasztásra is van példa a Copepodák körében. Egyes fajok násztáncot lejtenek, a P. elongatusnál ez akár 5 percig is eltarthat. A pár 10-20 másodpercenként megérinti egymást, a nőstény néha rövid menekülő ugrásokat hajt végre. Más fajoknál ugrások hosszú sorozata előzi meg a párosodást. A nőstény ugrálva feromon felhőket helyez el a térben, ezt a hím megpróbálja követni, ami néha nem sikerül neki. Ez a viselkedés csökkenti a fajok közti párosodások esélyét, melyek a Copepodáknál gyakran előfordulnak, és lehetővé teszi a legjobb partner kiválasztását. A C. marshallae esetében például a legtöbb násztánc párzás nélkül végződik, mert a nőstény nagy ugrásokkal elmenekül. Ezek a tények arra engednek következtetni, hogy ha van párválasztás, akkor a nőstény választ a hímek közül. Vannak olyan fajok, ahol a párzás előtt a hím hosszú ideig őrzi a kiszemelt nőstényt. Akár a 3. copepodit stádiumban, az éretlen nőstényre is rátapadva, megvárva az utolsó átalakulást, mikor a nőstény ivarérett lesz. De ha mégis felbukkan idősebb nőstény, a hím átpártol hozzá.

#### Párzás

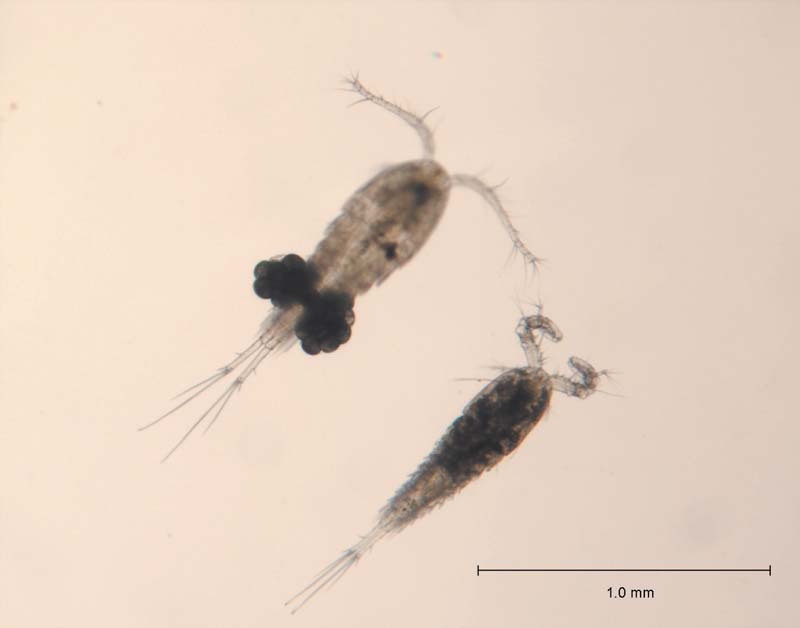
Cyclops bicuspidatus. Felül a nőstény, alul a hím. Megfigyelhető a méret- és alakbeli különbség a nemek között. A nőstény a Cyclopiodákra jellemzően két petecsomóval rendelkezik. A jobb alsó sarokban a vonal 1 mm hosszú.

A párzás során a hím első csápjaival, és 5. lábával, melyek erre a célra módosultak, hátulról megfogja a nőstényt. A hím Copepoda ragadós spermatofórt állít elő, melyet a nőstény ivarnyílásába helyez leghátsó (5.) torlábaival. Esetenként a hím az 5. lábával a nőstény ivarnyílása felett nyomást gyakorol, mielőtt átadná a saját spermatofórját. A nőstény a petéket egyes fajoknál szabadon engedi a vízbe, sorsukra hagyva őket. Ezek a fajok több petét termelnek, de kisebb energiát fordítanak a peték gondozására. Sok fajnál a nőstény magával hordozza a petéket, petetartó zsákokban. Ezek a fajok kevésbé termékenyek, de nagyobb energiát szentelnek az utódgondozásnak. A Calanoida rend fajaira egy, míg a Cyclopoidákra kettő petecsomag jellemző. Ezáltal a peték kisebb eséllyel esnek áldozatul ragadozóknak, és mindig friss vízben vannak. Egyes fajoknál (pl. Pseudodiaptomus annandalei) homoszexuális párosodást is megfigyeltek, ahol a két hím felvette a párzó pozíciót, és a spermatofór átadása is megtörtént.
Jellemző rájuk az ivari kétalakúság, a hím gyakran kisebb, mint a nőstény. A nemek aránya a Copepodáknál gyakran egyenlőtlen, a nőstények javára. Ez a hímek kisebb túlélésének tudható be.

## Gyűjtésük

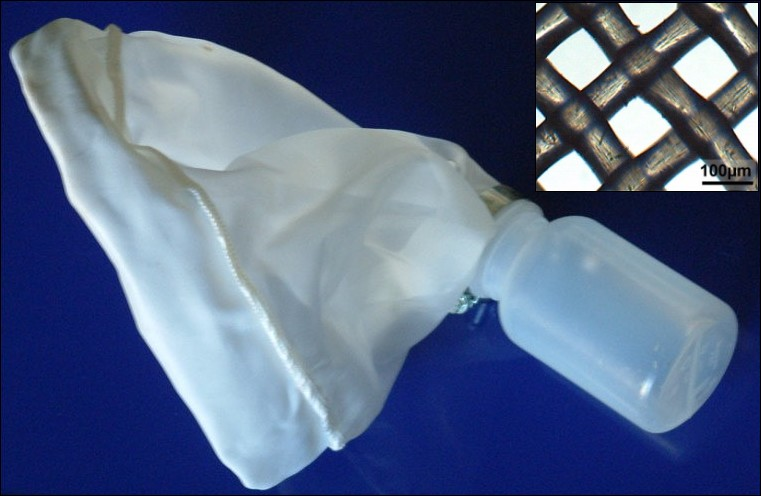
Planktonháló. Tölcsér alakú háló, alján a gyűjtőüveggel. A jobb felső sarokban kinagyítva látható a hálóanyag, a lyukak alig nagyobbak 100 mikronnál.

Copepodákat minden vízből gyűjthetünk, ahol előfordulnak: lásd az Élőhelyeik című részt. Az állatok testméretét figyelembe véve, a vizet át kell szűrnünk. Erre alkalmasak a 100 mikronnál kisebb lyukméretű anyagból készült szűrők. Ezeken a szűrőkön már a kisebb copepodák (pl. Microcyclops fajok), copepodit lárvák és nauplius lárvák sem jutnak át. Ilyen szűrőt készíthetünk például malomiparban használatos speciális anyagokból. A szűrés a nagy víztérfogatban található kevés egyed kis térfogatba való összesűrítését célozza. Az említett anyagból ezért érdemes tölcsér alakú ú.n. planktonhálót készíteni, melynek alján kis, pár tíz ml térfogatú edénybe összegyűlnek az állatok, míg a felesleges víz a szűrőn keresztül, a tölcsér oldalain kifolyik. A planktonhálóval a mintavételi hely egyedsűrűségétől függően, 1-20 liter, vagy még több vizet átszűrünk. Mélyebb vízrétegekből való mintavételhez mélységi mintavevő használható, mely a kívánt mélységben zárható tartály. Kis egyedsűrűség esetén apró motoros szivattyú is segítségünkre lehet a kívánt mennyiségű víz átszűrésében. A gyűjtőüvegben összegyűlt állatokat sztereonézővel és mikroszkóppal vizsgálhatjuk, a Határozásuk című fejezetben leírt módszerrel a fajukat meghatározhatjuk.
Érdemes az állatokat élve, mozgás közben, eredeti színeikben megnézni. Ha számolás vagy határozás előtt el akarjuk ölni őket, elegendő a mintát mikrohullámú sütőben felmelegíteni. Ha tartósítani akarjuk, pár csepp formalin, vagy denaturált szesz alkalmas lehet. Ha csak egy-egy állatot ölünk el, határozás céljából, a glicerin a legpraktikusabb szer.

## Határozásuk
A Copepodák fajainak határozása legkönnyebb az ivarérett (petecsomós) nőstény 5. lábai alapján. Az 5. láb jóval kisebb, mint az első négy, és mivel a párosodásban szerepet játszik, alakja fajra jellemző. A Calaniodák 5. lába jóval nagyobb, mint a Cyclopoidáké, így az előbbiek könnyebben határozhatók. A Cyclopoidák 5. lába lehet kettő vagy egy ízű: csípő- (coxa) (ez a proximális íz) és alapízből (basis) áll, vagy csak alapízből. Mindkét ízen a serték és a tüskék száma (általában 1-3), mérete és elhelyezkedése ad információt a fajról. Fontos határozóbélyegek még: az első csáp ízeinek száma, hialinlemezek elhelyezkedése és recézettsége a testen, a farokvilla ágainak hossza, esetleges pillázottsága, a rajtuk lévő serték hossza, a 4. láb endopoditjának utolsó ízén a serték száma és elhelyezkedése, stb. Ha nem petecsomós nőstény áll rendelkezésünkre, akkor a határozás sokkal nehezebb, több tapasztalatot és információt igényel, és nem biztos, hogy lehetséges.
A meghatározandó Cyclopoidát formalinnal vagy alkohollal el kell ölni, vagy a tárgylemezen egy csepp glicerinnel borítani. Ez utóbbi hasznos, mert az állat elmozdulását viszkozitása által gátolja, így az a kívánt pozícióban szemlélhető. Ezután vékony tűkkel, sztereonéző (citoplaszt) alatt a testet az ötödik és a negyedik láb között ketté kell vágni. A preparátumot fedjük le fedőlemezzel, melynek két szélét vékony műanyag darabkákkal, vagy gyurma morzsákkal támasszuk alá, nehogy az összetapadó tárgylemez és fedőlemez szétnyomja a testet. Ekkor már mikroszkópba helyezhető a preparátum, és a fedőlemez tologatásával, esetleg tűk segítségével olyan pozícióba hozhatjuk az állat hátsó felét, hogy az 5. láb látható legyen. 1000x-es és 400x-os nagyítás mellett az 5. láb kiválóan látható, a határozáshoz szükséges jellegzetességek megfigyelhetők. A preparátumon megkereshetjük az állat összes többi határozóbélyegét is. A magyarországi fajok határozásához külön határozókönyv jelent meg.

## Rendszerük
A Copepodák osztályának tíz alrendjét, 210 családját, 2400 nemét és 24 000 faját tartja számon a rendszertan. Ezzel az egyik legnépesebb csoportnak számítanak, persze a rovarok után. Kialakulásuk a korai kréta korra tehető. Rendszerük az új molekuláris technikák elterjedésével, nagy változásokon ment keresztül, és még ma is változik.
Jelenleg két alosztályra (infraclassis) osztjuk a Copepodákat: Progymnoplea alosztályba csupán a Platycopioida rendet soroljuk, míg a Neocopepoda két főrendje a Gymnoplea és a Podoplea. Ez utóbbiak elkülönítését lásd a Testfelépítésük című részben. Az előbbibe tartozik a Calanoida rend, az utóbbiba pedig további hét rend: Misophrioida, Monstrilloida, Mormonilloida, Siphonostomatoida, Harpacticoida, Gelyelloida, Cyclopoida. A Monstrilloida és a Siphonostomatoida rendekben parazita és szimbionta fajokat találunk, a többi rendben pedig szabadon élőeket.
A régi magyar elnevezésüknek (kandics, kandicsrák) megfelelően, a főleg lebegő életmódot folytató Calanoidákat lebegő kandics, a többnyire növényeken vagy aljzaton mászó Cyclopoidákat pedig mászó kandics névvel illették. A feltűnően nagy méretű, és zöld színű, gyakori Megacyclops viridis fajt pedig zöld kandicsnak nevezték. Ezen kívül többnyire nincs magyar nevük.

## Egészségügyi vonatkozásaik

### Paraziták, betegségek terjedésének elősegítése
A Copepodák, minthogy az édesvizekben gyakran előfordulnak, az állatok és emberek gyakran megisszák őket. A Copepodák maguk ártalmatlanok számukra, de néha ártalmas parazitákat közvetíthetnek. Például a galandféreg lárvája Copepoda által jut az emlősökbe. A medinaféreg (Dranunculus medinensis) csak Copepoda belében érheti el a fertőzőképes állapotot, és szintén Copepoda által jut az emberbe. Az ivóvíz rendszerbe, ahol a vizet nem szűrik (pl. New York, Boston) bekerülnek a Copepodák. Gondot azonban csak trópusi és szennyezett helyeken okozhatnak, például Peruban és Bangladesben, ahol kimutatták, összefüggés van a víz Copepoda-tartalma és a kolerafertőzés esélye között. Szerencsére a Copepodák könnyen kiszűrhetők a vízből, akár egy textilen átszűrve, lévén 1 mm-nél nagyobbak.

### Szúnyogok számának csökkentése
A Copepodák egyes fajai szúnyoglárvákkal táplálkoznak. Ma már ezt aktívan kihasználják a betegségeket (pl. Dengue-láz) terjesztő szúnyogok (pl. Aedes aegypti, Aedes albopictus) elleni védekezésben.